# Dabula Mpako
Dabula Anthony Mpako, né le 6 septembre 1959 est un prélat sud-africain, ancien évêque de Queenstown (en) et archevêque de Pretoria.

## Biographie
Dabula Mpako naît à Mthatha dans la province du Cap-Oriental en Afrique du Sud. Le 23 mai 2011, Dabula Mpako est nommé évêque de Queenstown (en) par le pape Benoît XVI. Le 30 avril 2019, il est nommé archevêque de l'archidiocèse de Pretoria en Afrique du Sud, succédant ainsi à William Slattery (en), qui était à la tête de l’archidiocèse depuis 2010 . 

## Synode sur la synodalité
En participant à la première session du synode sur la synodalité de l'année 2024, il note : « la synodalité, tout comme Vatican II, plaide pour une Église « ascendante » ». Pour lui: « "C'est une méthode inductive qui est ouverte au changement et à la croissance et il me semble que c'est la signification la plus fondamentale de ce processus du synode sur la synodalité. Il nous est demandé de migrer, de passer de l'ancien modèle d'Église à un nouveau modèle d'Église" ».

## Succession apostolique
Dabula Mpako a ordonné les évêques suivants :
- Évêque Robert Mogapi Mphiwe (de) (2021)
- Évêque Masilo John Selemela (de) (2022)
- Évêque Vitalis Sekhonyana Marole (de), O.M.I. (2025)

## Œuvres
- (en) Phillipe Denis, Orality, Memory and the Past. Listening to the Voices of Black Clergy under Colonialism and Apartheid., South Africa, Cluster Publications, 2000, 286 p. (ISBN 9781875053216), « "The call to action of the African Catholic Priests' Solidarity Movement" », p. 275-80
- (en) Ryan Patrick, Inculturation in the South African Context, Nairobi, Kenya, Paulines Publications Africa, coll. « African Church », 2000, 151 p. (ISBN 9789966215413), « "The African Synod" »